# 小平尚道
小平 尚道(こだいら なおみち、1912年 - 2005年)は、米国カリフォルニア州オークランド生まれの日本のキリスト教研究者。日本基督教団牧師。

## 経歴
日本神学校(東京神学大学の全身)と米国パシフィック神学校に学ぶ。日米開戦後の1942年4月、シアトルで長老教会の牧師を務めていた時、米国に住む日系人12万人が大統領令で立ち退きを命じられ、日系人強制収容所に収容される。当初、ピュアラップ仮収容所を経て、アイダホ州のミニドカ（ミネドカ）収容所で1945年7月までの約3年3カ月の抑留生活を送った。戦後はプリンストン神学校(現・プリンストン大学)やエディンバラ大学、バーゼル大学で学んだ後、日本に戻り、日本基督教団自由が丘教会牧師、東京神学大学講師などを経て、５５年、玉川大学教授に就任。「キリスト教思想史」「ヨーロッパ精神史」「ラテン語」を担当した。1966〜1972年まで立教大学でも教鞭をとった。晩年は房総半島南端の館山市相浜に住む。ヨットマンとしても知られる。

## 日系人強制収容所
小平の没後、日系人強制収容所関係の資料は、立教大学に寄贈された。立教大学図書館で、次の特別展が開催された。「アメリカにおける日系人強制収容と日系二世──『小平尚道資料』が語るもの」池袋キャンパスメーザーライブラリー記念館2018年5月26日 - 7月21日

## 著書
- 『世界大思想全集 ルター ; カルヴィン』河出書房新社　1962年
- 小平尚道『カルヴィン』日本基督教団出版部　1963年
- 小平尚道『プロテスタンティズムの本質』YMCA同盟出版部　1965年
- 小平尚道『ルター・ツウィングリ・カルヴィン』玉川大学出版部　1969年
- 小平尚道『アメリカ強制収容所 : 戦争と日系人』玉川大学出版部　1980年
- 小平尚道『老人の祝祭日』朝日新聞社　1985年
- 小平尚道『海辺のパラダイス』朝日新聞社　1987年
- 小平尚道『アメリカ強制收容所: 第二次世界大戦中の日系人』「アメリカ強制収容所」出版刊行会　2004年